# Riedelia pterocalyx
Riedelia pterocalyx là một loài thực vật có hoa trong họ Gừng. Loài này được Karl Moritz Schumann miêu tả khoa học đầu tiên năm 1904 dưới danh pháp Alpinia pterocalyx. Năm 1913, Theodoric Valeton chuyển nó sang chi Riedelia.

## Phân bố
Loài này được tìm thấy ở ven vịnh Triton, huyện duyên hải Kaimana, phía đông nam tỉnh Tây Papua, Indonesia. Mẫu vật điển hình: A. Zippelius s.n. do Alexander Zippelius (1797-1828) thu thập.